# Noorwegen op de Olympische Zomerspelen 1968
Noorwegen nam deel aan de Olympische Zomerspelen 1968 in Mexico-Stad, Mexico. In tegenstelling tot de vorige editie werd dit keer weer goud gewonnen.

## Medailleoverzicht
| Sport     | Olympiër                                            | Discipline    | Medaille |
| --------- | --------------------------------------------------- | ------------- | -------- |
| Kanovaren | Egil Søby Steinar Amundsen Tore Berger Jan Johansen | K-4 1000m (m) | Goud     |
| Zeilen    | Peder Lunde Jr. Per-Olav Wiken                      | star klasse   | Zilver   |

## Deelnemers en resultaten

### Atletiek
| Olympiër          | Discipline             | Resultaat | Prestatie |
| ----------------- | ---------------------- | --------- | --- |
| Arne Kvalheim     | 1500m (m)              | 17e       | serie 4: 4de in 3.47,50 halve finale 1: 8ste in 3.55,32                                                                                                |
| Arne Risa         | 5000m (m)              | DNS       | serie 1: niet gestart |
| Kjellfred Weum    | 110m horden (m)        | 11e       | serie 4: 3de in 14,08 halve finale 2: 6de in 14,04 |
| Arne Risa         | 3000m steeplechase (m) | 8e        | serie 1: 4de in 9.07,31 finale: 8ste in 9.08,98 |
|                   |                        |           | |
| Berit Berthelsen  | 200m (v)               | DNS       | serie 5: niet gestart |
| Berit Berthelsen  | verspringen (v)        | 7e        | kwalificatie groep B: 1ste met 6,48m finale: 7de met 6,40m                                                                                             |
| Anne Lise Wærness | hoogspringen (v)       | 23e       | kwalificatie groep B: 11de met 1,60m |
| Berit Berthelsen  | vijfkamp (v)           | 18e       | 80m horden: 23ste in 11,6 kogelstoten: 22ste met 10,80m hoogspringen: 20ste met 1,56m verspringen: 4de met 6,28m 200m: 6de in 24,5 totaal: 4649 punten |

### Boksen
| Olympiër         | Discipline | Resultaat | Prestatie                                                             |
| ---------------- | ---------- | --------- | --------------------------------------------------------------------- |
| Nils Dag Strømme | -57kg (m)  | 9e        | 1ste ronde: W van FRG Ruzicka: 3-2 2de ronde: V van BUL Mihailov: 0-5 |

### Gewichtheffen
| Olympiër    | Discipline | Resultaat | Prestatie                                                                                |
| ----------- | ---------- | --------- | ---------------------------------------------------------------------------------------- |
| Leif Jensen | -75kg (m)  | 14e       | drukken: 14de met 127,5kg trekken: 11de met 120kg stoten: 13de met 157,5kg totaal: 405kg |

### Kanovaren
| Olympiër                                            | Discipline    | Resultaat | Prestatie                                                                      |
| --------------------------------------------------- | ------------- | --------- | ------------------------------------------------------------------------------ |
| Rolf Olsen                                          | K-1 1000m (m) | 13e       | serie 2: 2de in 4.08,0 halve finale 1: 4de in 4.09,08                          |
| Egil Søby Jan Johansen                              | K-2 1000m (m) | 13e       | serie 3: niet gestart                                                          |
| Steinar Amundsen Tore Berger Egil Søby Jan Johansen | K-4 1000m (m) | Goud      | serie 1: 2de in 3.19,6 halve finale 3: 1ste in 3.18,29 finale: 1ste in 3.14,38 |

### Schermen
| Olympiër     | Discipline | Resultaat | Prestatie |
| ------------ | ---------- | --------- | --- |
| Dag Midling  | degen (m)  | 56e       | 1ste ronde groep 8: 5de V van USA Pesthy V van ITA Saccaro V van BRA do Couto W van SWE Lindwall W van ROU Mureșanu |
| Jan von Koss | degen (m)  | 35e       | 1ste ronde groep 11: 2de V van FRG Zimmermann W van ITA Francesconi W van CAN Wiedel V van SUI Steiniger 2de ronde groep 3: 5de V van POL Gonsior V van SUI Loetscher V van GDR Dumke W van GBR Halsted W van AUT Losert |

### Schietsport
| Olympiër        | Discipline              | Resultaat | Prestatie                         |
| --------------- | ----------------------- | --------- | --------------------------------- |
| Bjørn Bakken    | 50m geweer 3 houdingen  | 9e        | 1150 punten: (397-383-370)        |
| Elling Øvergård | 50m geweer 3 houdingen  | 19e       | 1144 punten: (393-388-363)        |
| Bjørn Bakken    | 50m geweer liggend      | 7e        | 595 punten: (99-98-99-99-100-100) |
| Elling Øvergård | 50m geweer liggend      | 19e       | 593 punten: (97-99-100-99-98-100) |
| Bjørn Bakken    | 300m geweer 3 houdingen | 14e       | 1129 punten: (392-380-357)        |
| Elling Øvergård | 300m geweer 3 houdingen | 9e        | 1135 punten: (397-382-356)        |
| John Rødseth    | 50m pistool             | 13e       | 550 punten: (89-92-92-91-95-91)   |
| Kjell Sørensen  | trap                    | 39e       | 185 punten                        |

### Turnen
| Olympiër                                                                         | Discipline               | Resultaat | Prestatie                            |
| -------------------------------------------------------------------------------- | ------------------------ | --------- | ------------------------------------ |
| Helga Braathen                                                                   | balk (v)                 | 49e       | kwalificatie: 49ste met 17,55 punten |
| Unni Holmen                                                                      | balk (v)                 | 87e       | kwalificatie: 87ste met 15,75 punten |
| Ann-Mari Hvaal                                                                   | balk (v)                 | 92e       | kwalificatie: 92ste met 14,90 punten |
| Torunn Isberg                                                                    | balk (v)                 | 62e       | kwalificatie: 62ste met 17,00 punten |
| Jill Kvamme                                                                      | balk (v)                 | 59e       | kwalificatie: 59ste met 17,25 punten |
| Wenche Sjong                                                                     | balk (v)                 | 55e       | kwalificatie: 55ste met 17,40 punten |
| Helga Braathen                                                                   | brug (v)                 | 71e       | kwalificatie: 71ste met 17,00 punten |
| Unni Holmen                                                                      | brug (v)                 | 89e       | kwalificatie: 89ste met 15,70 punten |
| Ann-Mari Hvaal                                                                   | brug (v)                 | 94e       | kwalificatie: 94ste met 15,10 punten |
| Torunn Isberg                                                                    | brug (v)                 | 62e       | kwalificatie: 62ste met 17,00 punten |
| Jill Kvamme                                                                      | brug (v)                 | 82e       | kwalificatie: 82ste met 16,20 punten |
| Wenche Sjong                                                                     | brug (v)                 | 94e       | kwalificatie: 94ste met 15,10 punten |
| Helga Braathen                                                                   | sprong (v)               | 67e       | kwalificatie: 67ste met 17,45 punten |
| Unni Holmen                                                                      | sprong (v)               | 68e       | kwalificatie: 68ste met 17,40 punten |
| Ann-Mari Hvaal                                                                   | sprong (v)               | 66e       | kwalificatie: 66ste met 17,50 punten |
| Torunn Isberg                                                                    | sprong (v)               | 81e       | kwalificatie: 81ste met 17,00 punten |
| Jill Kvamme                                                                      | sprong (v)               | 75e       | kwalificatie: 75ste met 17,25 punten |
| Wenche Sjong                                                                     | sprong (v)               | 80e       | kwalificatie: 80ste met 17,10 punten |
| Helga Braathen                                                                   | vloer (v)                | 79e       | kwalificatie: 79ste met 17,20 punten |
| Unni Holmen                                                                      | vloer (v)                | 90e       | kwalificatie: 90ste met 16,85 punten |
| Ann-Mari Hvaal                                                                   | vloer (v)                | 99e       | kwalificatie: 99ste met 16,30 punten |
| Torunn Isberg                                                                    | vloer (v)                | 68e       | kwalificatie: 68ste met 17,55 punten |
| Jill Kvamme                                                                      | vloer (v)                | 84e       | kwalificatie: 84ste met 17,10 punten |
| Wenche Sjong                                                                     | vloer (v)                | 90e       | kwalificatie: 90ste met 16,85 punten |
| Helga Braathen                                                                   | individuele meerkamp (v) | 68e       | 69,20 punten                         |
| Unni Holmen                                                                      | individuele meerkamp (v) | 87e       | 65,70 punten                         |
| Ann-Mari Hvaal                                                                   | individuele meerkamp (v) | 89e       | 63,80 punten                         |
| Torunn Isberg                                                                    | individuele meerkamp (v) | 80e       | 67,55 punten                         |
| Jill Kvamme                                                                      | individuele meerkamp (v) | 77e       | 67,80 punten                         |
| Wenche Sjong                                                                     | individuele meerkamp (v) | 86e       | 66,45 punten                         |
| Helga Braathen Jill Kvamme Torunn Isberg Wenche Sjong Unni Holmen Ann-Mari Hvaal | individuele meerkamp (v) | 12e       | 338,15 punten                        |

### Wielersport
| Olympiër                                                | Discipline                    | Resultaat | Prestatie                     |
| Baan                                                    | Baan                          | Baan      | Baan                          |
| ------------------------------------------------------- | ----------------------------- | --------- | ----------------------------- |
| Knut Knudsen                                            | individuele achtervolging (m) | 11e       | kwalificatie: 11de in 4.46,70 |
| Weg                                                     |                               |           |                               |
| Ørnulf Andresen                                         | wegwedstrijd (m)              | 56e       | 5:05.17                       |
| Thorleif Andresen                                       | wegwedstrijd (m)              | 13e       | 4:44.10                       |
| Jan Erik Gustavsen                                      | wegwedstrijd (m)              | 47e       | 4:54.41                       |
| Tore Milsett                                            | wegwedstrijd (m)              | 14e       | 4:44.12                       |
| Thorleif Andresen Ørnulf Andresen Tore Milsett Leif Yli | ploegentijdrit (m)            | 5e        | 2:14.32,85                    |

### Worstelen
| Olympiër       | Discipline     | Resultaat      | Prestatie |
| Grieks-Romeins | Grieks-Romeins | Grieks-Romeins | Grieks-Romeins |
| -------------- | -------------- | -------------- | --- |
| Harald Barlie  | -78kg (m)      | 7e             | 1ste ronde: V van TUR Acar: beslissing 2de ronde: W van SUI Martinetti: beslissing 3de ronde: W van URS Igumenov 4de ronde: V van BUL Zarev: beslissing |
| Håkon Øverby   | -87kg (m)      | 7e             | 1ste ronde: W van MEX Álvarez 2de ronde: W van GUA Hernández 3de ronde: V van BUL Krumov: beslissing 4de ronde: V van GDR Metz                          |
| Tore Hem       | -97kg (m)      | 5e             | 1ste ronde: W van FIN Malmberg: beslissing 2de ronde: G van SWE Svensson 3de ronde: W van POL Orłowski: beslissing 4de ronde: V van BUL Radev           |

### Zeilen
| Olympiër                                                  | Discipline      | Resultaat | Prestatie                           |
| --------------------------------------------------------- | --------------- | --------- | ----------------------------------- |
| Per Werenskiold                                           | finn            | 21e       | 128,7 punten: (2-6-16-21-29-31-24)  |
| Bjørn Lofterød Odd Roar Lofterød                          | flying dutchman | 5e        | 52,4 punten: (2-2-7-6-6-DNF-5)      |
| Peder Lunde Jr. Per Wiken                                 | star klasse     | Zilver    | 43,7 punten: (2-1-6-11-7-7-2)       |
| Theodor Sommerschield Jan-Erik Aarberg Erik Wiik-Hansen   | drakenklasse    | 12e       | 99,0 punten: (4-15-11-19-15-16-5)   |
| HrH Crownprince Harald Stein Arne Foyen Eirik Johannessen | 5,5m klasse     | 11e       | 91,0 punten: (10-DSQ-10-10-10-5-11) |

### Zwemmen
| Olympiër     | Discipline          | Resultaat | Prestatie              |
| ------------ | ------------------- | --------- | ---------------------- |
| Ørjan Madsen | 100m vrije slag (m) | 30e       | serie 1: 5de in 56,3   |
| Ørjan Madsen | 200m vrije slag (m) | 27e       | serie 5: 4de in 2.05,4 |
| Ørjan Madsen | 400m vrije slag (m) | 21e       | serie 5: 4de in 4.31,8 |
| Ørjan Madsen | 200m wisselslag (m) | DNS       | serie 2: niet gestart  |

Afghanistan · Algerije · Amerikaanse Maagdeneilanden · Argentinië · Australië · Bahama's · Barbados · België · Bermuda · Birma · Bolivia · Bondsrepubliek Duitsland · Brazilië · Brits-Honduras · Bulgarije · Canada · Centraal-Afrikaanse Republiek · Ceylon · Chili · Colombia · Congo-Kinshasa · Costa Rica · Cuba · Denemarken · Dominicaanse Republiek · Duitse Democratische Republiek · Ecuador · El Salvador · Ethiopië · Fiji · Filipijnen · Finland · Frankrijk · Ghana · Griekenland · Groot-Brittannië · Guatemala · Guinee · Guyana · Honduras · Hongarije · Hongkong · Ierland · IJsland · India · Indonesië · Irak · Iran · Israël · Italië · Ivoorkust · Jamaica · Japan · Joegoslavië · Kameroen · Kenia · Koeweit · Libanon · Libië · Liechtenstein · Luxemburg · Madagaskar · Maleisië · Mali · Malta · Marokko · Mexico · Monaco · Mongolië · Nederland · Nederlandse Antillen · Nicaragua · Nieuw-Zeeland · Niger · Nigeria · Noorwegen · Oeganda · Oostenrijk · Pakistan · Panama · Paraguay · Peru · Polen · Portugal · Puerto Rico · Roemenië · San Marino · Senegal · Sierra Leone · Singapore · Soedan · Sovjet-Unie · Spanje · Suriname · Syrië · Taiwan · Tanzania · Thailand · Trinidad en Tobago · Tunesië · Turkije · Tsjaad · Tsjecho-Slowakije · Uruguay · Venezuela · Verenigde Arabische Republiek · Verenigde Staten · Vietnam · Zambia · Zuid-Korea · Zweden · Zwitserland